# SM-sarja 1932/33
Die Saison 1932/33 war die fünfte Spielzeit der finnischen SM-sarja. Meister wurde zum ersten Mal in der Vereinsgeschichte überhaupt HSK Helsinki.

## Meisterschaft

### Halbfinale
- HSK Helsinki – Ilves Tampere 5:2
- HJK Helsinki – HPS Helsinki 4:3 n. V.

### Finale
- HSK Helsinki – HJK Helsinki 5:0